# Dimos Gortynia
Dimos Gortynia (Gortynia) är en kommun i Grekland.   Den ligger i prefekturen Arkadien och regionen Peloponnesos, i den södra delen av landet, 150 km väster om huvudstaden Aten. Antalet invånare är 12 492. Arean är 1 054 kvadratkilometer.
Terrängen i Dimos Gortynia är bergig norrut, men söderut är den kuperad.